# Paradise Now!
Paradise Now! war eine österreichische Rock/Pop-Gruppe.

## Geschichte
Zu Beginn (Album One Thousand) eher eine Pop-Band, wurde die Musik im Laufe der Zeit immer härter. Am Höhepunkt ihrer Karriere erhielt das Album Tiny Little Fish Airplay auf Ö3. Die Gruppe wurde unter anderem als einzige österreichische Formation bekannt, die als Vorgruppe von U2 und The Rolling Stones spielte. Mit dem letzten Album Erica wurde die Musik nochmals härter und durch elektronische Elemente angereichert.
Nach der Trennung von Sänger Markus Stachl formierte sich die restliche Band 2001 als Core neu.
Markus Stachl gründete gemeinsam mit Ed Siblik, Martin Balder und Akki Hartmann 2007 die Band Pilipenko.
Core veröffentlichte die Alben Away, Halfplugged, Perfect Summer und Sentimental Disco und trat unter anderem in Johnny Depps Viper Room auf. Chris Harras startete 2012 eine Solokarriere mit der Chris Harras Band.
Sascha Bém schuf 2015 mit Clemens Handler das Multimedia-Musikstück A New Day, das unter anderem beim Festival South by Southwest 2018 präsentiert wurde.

## Diskografie
- 1992 – One Thousand (Chronos-Sound)
- 1997 – Tiny Little Fish (BMG)
- 1999 – Erica (BMG)